# Georgina Beyer
Georgina Beyer (rojena kot George Bertrand), novozelandska političarka, * 1957, Wellington, Māori, † 6. marec 2023. 
Beyerjeva je bila prva transseksualka na svetu, ki je bila župan(ka) (Carterton) in kot prva transseksualka na svetu izvoljena v državni parlament (Parlament Nove Zelandije).